# Palestina en tiempos de Jesús

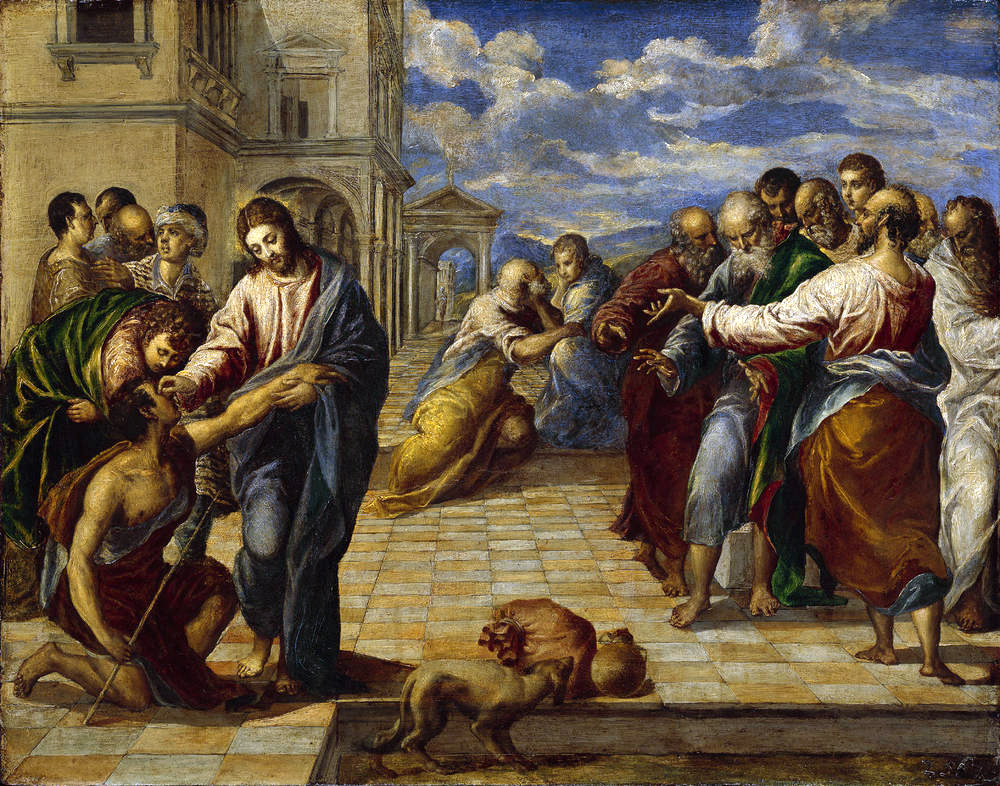
Jesús de Nazaret o Jesucristo (izquierda), realiza uno de los milagros que le atribuye la Biblia, La curación del ciego. Pintura realizada por el Greco, 1567-1570.

Palestina en tiempos de Jesús es un tema de estudio de la arqueología bíblica muy relacionado con la investigación del Jesús histórico. Su objetivo es reconstruir el ambiente en el que nació el cristianismo y describir los lados políticos, culturales y sociales de esa época que faciliten su intelección.
Las primeras comunidades cristianas vivieron en este mundo judío-romano, o simplemente pagano. El conocimiento de dicho contexto social permite captar la novedad de Jesús, de sus opciones y compromisos; el carácter inevitablemente hiriente[cita requerida] de su denuncia profética, el alcance de su anuncio: «se ha cumplido el plazo, ya llega el reinado de Dios, Enmiéndense y tengan fe en esta buena noticia» (Marcos 1, 15).
Cuando se escribieron los evangelios canónicos habían transcurrido por lo menos de 35 a 60 años desde la muerte de Jesús. El ambiente cultural en que los evangelios se escribieron tiene un universo conceptual y simbólico, y modos de expresión[¿cuál?] muy diferentes[¿cuántos?] al de nuestros días.[¿quién?]
Jesús estaba en contra de las «inmoralidades, robos, homicidios, adulterios, codicias, perversidades, fraudes, desenfreno» (Marcos 7,20-23) que existían Pero en esos tiempos, quienes imponían cargas más pesadas al pueblo, desasistiéndolo y arrojándolo a la pobreza, impotencia y desesperanza eran los jefes religiosos-políticos de su pueblo que, según Jesús, en lugar de ser pastores eran «ladrones y bandidos asalariados». Jesús escuchó los clamores de los marginados por la religión y sociedad de su pueblo, y optó por ellos aun a costa de su vida.

## División del territorio
El Antiguo Testamento distingue la región del Jordán (Mateo 3, 5) de la región «al otro lado del Jordán» (Mateo 4, 15; Mateo 19, 1), situada en la ribera derecha (oriental) del río, habitada por no israelitas, si judíos, y que actualmente corresponde al estado de Jordania. Varios episodios del Antiguo Testamento se ambientan a orillas del río Jordán. El más importante es el relato del bautismo de Jesús de manos de Juan el Bautista, narrado explícitamente por los tres evangelios sinópticos (Mateo 3, 13-17; Marcos 1, 9-11; Lucas 3, 21-22) y tangencialmente por el evangelio de Juan (Juan 1, 29-34).
Jesús de Nazaret nació en Belén, en la región de Judea. Desde el año 64 a. C., esta región formaba parte del imperio romano. Históricamente ha recibido diferentes nombres: Judea, Canaán, Tierra Santa, etcétera (aunque cada uno de ellos alude a realidades geográficas difusas y no estrictamente coincidentes). El Imperio romano cambió el nombre de Judea a Palestina o Provincia Siria Palestina en el año 135, tras aplastar la rebelión de Bar Kojba; lo cual para ciertos historiadores fue un intento de borrar la memoria judía de la región, aunque se ha cuestionado esta interpretación.
La región es atravesada de norte a sur por un sistema montañoso de escasa elevación. El río Jordán discurre paralelo por la vertiente oriental, con una longitud de 118 km en línea recta desde su unión con el último afluente hasta el mar Muerto, pero con un recorrido real de 320 km ya que desciende en forma zigzagueante, conformando meandros que le dan desde la altura la apariencia de serpiente. Su presencia determina la existencia de una fértil llanura que contrasta con el resto del territorio.
Jordán significa «el que baja», porque pasa de una altura de 520 m s. n. m. en su nacimiento a una de 392 metros bajo el nivel del mar cuando desemboca en el mar Muerto.
Estaba dividida en cuatro provincias:
- Galilea
- Samaria
- Judea
- Perea

### Galilea

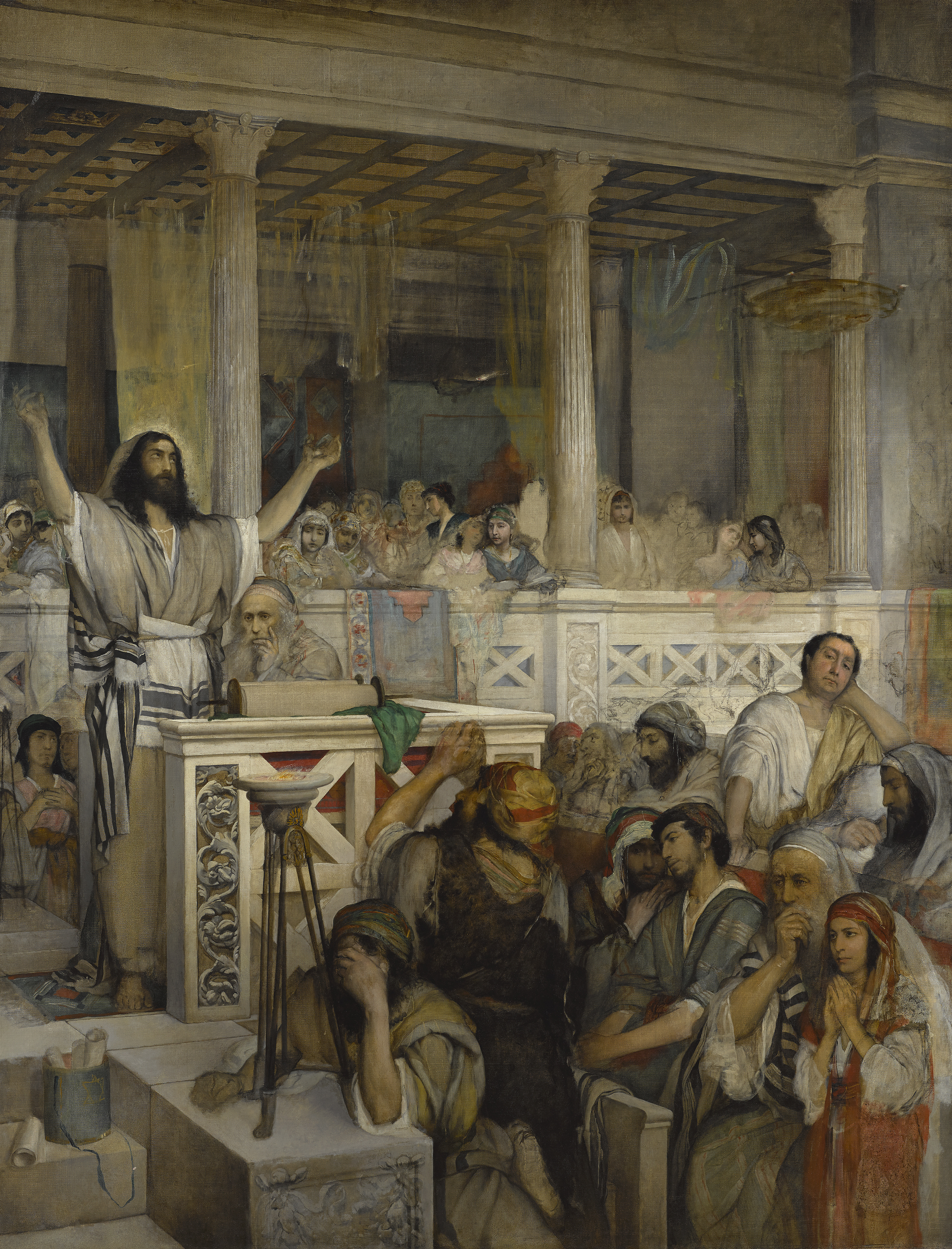
Maurycy Gottlieb, Cristo predicando en la Sinagoga de Cafarnaúm, óleo, 1878-79. Museo Nacional de Polonia, Varsovia.

Está situada al norte, en su parte montañosa están las ciudades de Naím, y Caná, entre ellas se encuentra Nazaret que dista de Jerusalén unos 140 km; y está al borde de un precipicio por el que trataron de arrojar a Jesús sus propios paisanos. En Nazaret vivían María y José y allí se crio Jesús, según el Evangelio de Juan:

¿De Nazaret puede salir algo bueno?
Evangelio de Juan 1,46

La parte más llana de Galilea, se situaba alrededor del lago o mar de Tiberíades, también llamado mar de Galilea o lago de Genesaret. Tiene 21 km de largo y 12 de ancho, está situado a 210 m bajo el nivel del mar.
Aunque sus aguas son ricas en peces, también son peligrosas por las bruscas tempestades que en él se levantan. En las redes de los pescadores entraban peces buenos y otros que eran considerados malos (no comestibles), ya que los peces sin escamas o sin aletas, que se parecían a las serpientes, como las anguilas y también los mariscos les quedaban prohibidos por respeto a la ley mosaica.
Jesús frecuenta las orillas del lago porque en ella se desarrolla la vida, en ella se acumula la población, por ejemplo: Cafarnaúm, de donde son Pedro y Andrés.
Por la llanura de Genesaret, donde comenzó la vida pública de Jesús, pasaban por el camino caravanas de Damasco a la Cesarea del litoral, por eso había en Carfanaúm una guarnición militar. Esto nos da la idea de una zona pluricultural y multiétnica.
El Monte Tabor, que es presentado en toda la Biblia como una montaña sagrada, domina la llanura situada al suroeste del lago, el relato de la transfiguración se sitúa en él. Este monte tiene aproximadamente 588 metros de altura.
Las casas de los campesinos de la zona eran pequeñas y muchas veces de una única pieza, en Galilea predominaba el latifundio. Las tierras solían ser del rey, de sus familiares, o de los ricos comerciantes.
A los habitantes de Galilea se les llamaba galileos. Aun siendo judíos, vivían como en una isla rodeada de pueblos paganos. Como era una vía comercial, existía constante tránsito de caravanas y, por consecuencia, se producía una mayor mezcla de etnias y culturas. Los galileos, por el contacto con otros pueblos estaban más abiertos a otras culturas y modos de ser, por eso eran de un espíritu religioso menos observante y escrupuloso que los judíos de Judea. Estos, más minuciosos y legalistas, consideraban a la zona semi pagana y desde tiempos pasados la llamaban "Galilea de los paganos". Posiblemente por eso los letrados (fariseos y escribas) despreciaban a Jesús y sus discípulos.

¿Es que también tú eres de Galilea? Estudia y verás que de Galilea no surge ningún profeta.
Evangelio de Juan 7,52

Los galileos eran en su mayor parte campesinos y pescadores, de ahí que la mayor parte de las parábolas de Jesús tengan como marco la vida pesquera o agrícola. Tenían fama de rudos e incultos, pero leales y sinceros.

### Samaria

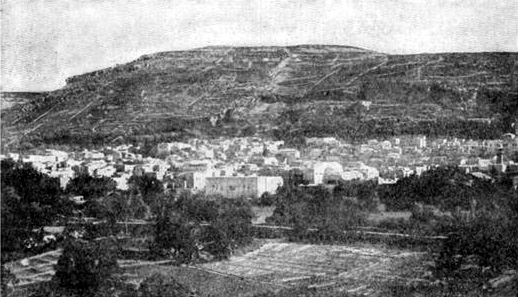
Monte Garizim donde los samaritanos tenían su propio templo. Ellos negaban la importancia religiosa del templo de Jerusalén.

Es una provincia que está situada entre Galilea al norte y Judea al sur, estaba habitada por una población que no era "puramente" judía en sus orígenes. Desde el año 721 a. C. (invasión asiria), se habían instalado allí emigrantes de origen asirio, quizás junto con otros israelitas, de tal forma que las diferentes etnias y creencias se habían mezclado, dando origen a un pueblo multiétnico. Por eso para los judíos, los samaritanos eran un pueblo impuro ya que su sangre estaba contaminada por la de otros pueblos extranjeros.
Sin embargo los samaritanos, creían ser los verdaderos descendientes de los hijos de Israel, y fueron quienes preservaron la escritura hebrea arcaica. En el siglo III antes de Cristo, el Rabí Hisda (miembro del Sanedrín) explicaba que los "pueblos ordinarios" a los que fue entregada la escritura hebrea arcaica eran, de hecho, los samaritanos. Ellos se consideraban fieles a la Ley, verdaderos israelitas, por ello la samaritana habla de "nuestro padre Jacob".
Ellos tenían su propio templo sobre el monte Garizim (Jn 4,20).
Entre los judíos y samaritanos se había desarrollado un odio mutuo, ya que en el 107 antes de Cristo, el judío Juan Hircano se apoderó de Siquén, capital de Samaria, y destruyó el templo de Garizim. Herodes el Grande lo restauró en el año 30 antes de Cristo y se casó con una samaritana.
En el año 6 después de Cristo, los samaritanos profanaron gravemente el templo de Jerusalén arrojando en él por la noche huesos humanos, precisamente en el día de Pascua. Desde entonces se creó una hostilidad implacable.
El Evangelio de Juan hace eco de ello en (Jn 4,9). Que un judío calificase a otro de "samaritano" era una grave injuria, por ello a Jesús lo insultan los dirigentes judíos diciéndole: ¿No tenemos razón en decir que eres un samaritano y que estás endemoniado?. En Lc. 10,37, el escriba evita pronunciar la palabra «samaritano».

### Judea
Es la región más meridional, alta y seca, configurada por montañas que forman un macizo cerrado y accidentado. Al sur y al este hay grandes zonas desérticas. Se produce trigo aunque en pocas cantidades, pero sí bastantes aceitunas, uvas, dátiles, higos y legumbres. Casi todo el ganado que producen es sacrificado en el Templo y sus habitantes en general son pobres, que se alimentaban con pescado ahumado y salado, pero con poca carne.
La capital, Jerusalén, es la ciudad santa de los judíos. Está situada a 750 m s. n. m. y el Monte de los Olivos a 818 m s. n. m. La ciudad está mal situada para el tráfico y comercio. La importancia de esta ciudad es más bien religiosa: allí está el templo judío, único en el mundo, al que todos deben peregrinar, centro de formación religiosa y sede de la autoridad suprema. La vida en Judea gira alrededor de Jerusalén y su Templo.
En Judea están varios pueblos de importancia en la vida de Jesús:
Betania, que es un pueblo pequeño en la falda del Monte de los Olivos, a unos tres kilómetros de Jerusalén.
Belén, aldea a unos 8 km de Jerusalén, llamada "Ciudad de David" porque en ella recibió la unción el rey David. Según las profecías y los evangelios fue el lugar de nacimiento de Jesús, el Mesías.
Emaús, aldea situada a unos 12 km de Jerusalén.
Jericó, situada en un oasis muy fértil a unos 250 metros bajo el nivel del mar. Esta se comunica con Jerusalén, a través del desierto de Judá, por una ruta accidentada y peligrosa, propicia al bandidaje.

### Contexto histórico
En el año 40 a. C., la región estaba amenazada por los partos de Mesopotamia. Para remediar la situación, los romanos confiaron el gobierno a un rey cliente llamado Herodes. Herodes reinó hasta el año 4 a. C.

## Gobierno

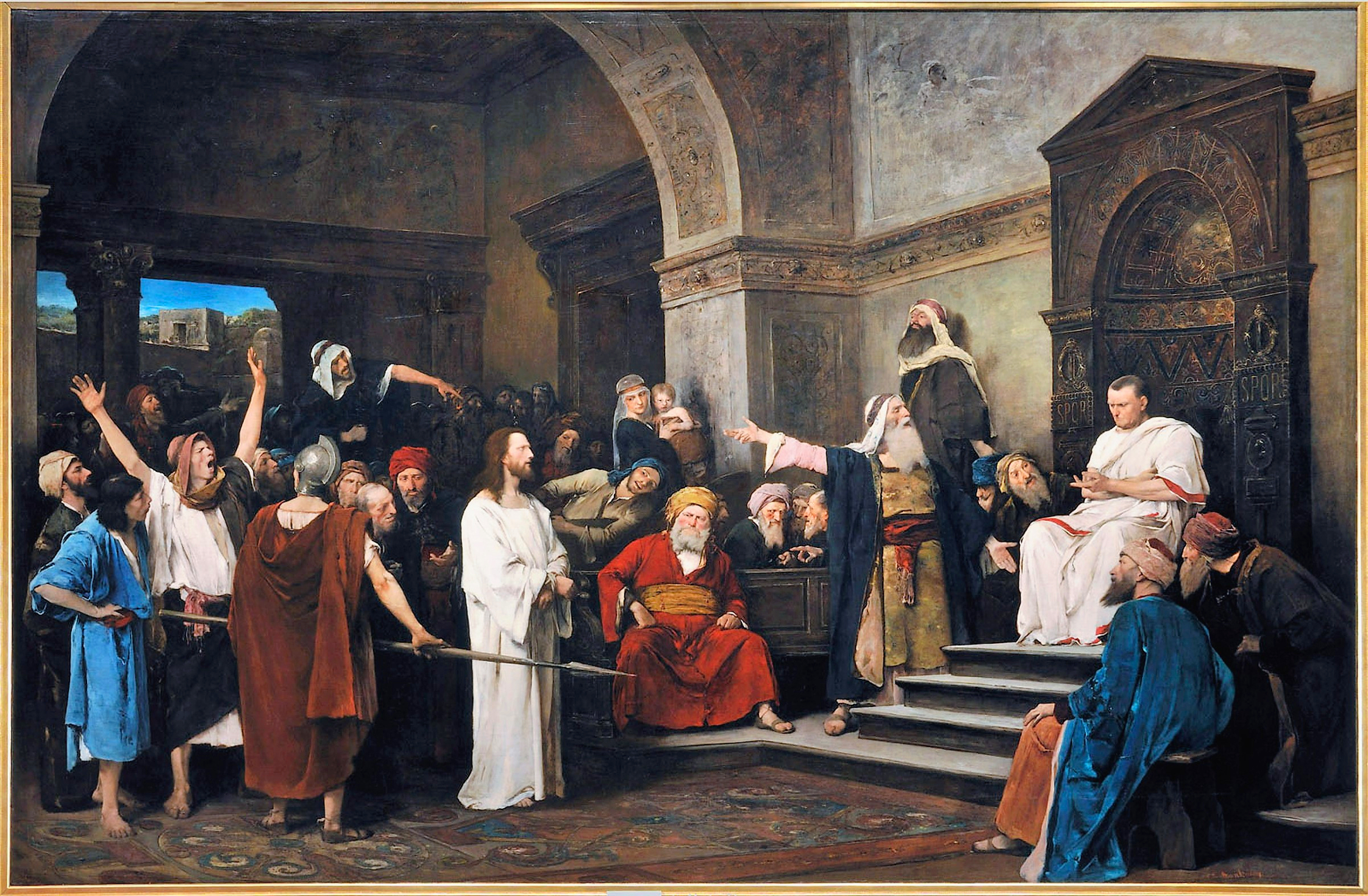
Cristo llevado y presentado ante el procurador Poncio Pilato. Óleo de Mihály Munkácsy (1881). Déri Museum, Debrecen.

En los territorios pequeños conquistados por los ejércitos romanos, el emperador Augusto, en el año 29 antes de Cristo, nombraba a un prefecto o gobernador como su representante para dirigirlo todo. Desde los años 6 al 41 el prefecto de Judea fue llamado procurador.
El procurador romano de Judea tiene el supremo poder militar, aunque depende del Legado romano de Siria. Es también el agente de finanzas del emperador romano, recoge la totalidad de los impuestos que los judíos tienen que pagar al fisco imperial romano. Bajo sus órdenes están los recaudadores de impuestos, respaldados por sus soldados. La justicia ordinaria la ejerce el Sanedrín, pero el procurador romano se reserva la ejecución de la pena de muerte.
Reside en Cesarea, pero en las fiestas acude a Jerusalén y vive en la ciudadela militar llamada Torre Antonia, edificada en el ángulo nordeste del Templo, donde habitualmente reside la guarnición romana (una cohorte) de Jerusalén. Era un sitio estratégico desde donde era fácil controlar a la multitud que acudía al Templo.
Desde los años 6 al 41 el procurador romano nombró en ocho ocasiones al sumo sacerdote.
Pilato fue procurador romano desde el 26 al 35. Agripa I, describe a Pilato como inflexible, de carácter arbitrario y despiadado, y le acusa de venalidad, robos, ultrajes, amenazas, de acumular ejecuciones sin previo juicio, de crueldad salvaje e incesante. Procurador frío y hostil a los judíos, poco comprensivo con sus tradiciones religiosas provocó una resistencia no violenta cuando con engaño introdujo en Jerusalén, ciudad sagrada de los judíos, estandartes con la imagen del emperador. Exigió a los judíos que le entregaran dinero del tesoro del Templo para construir un acueducto que resolviera el problema del agua en Jerusalén.
De nuevo los judíos se alzaron, pero Pilato, con ayuda de sus soldados, disfrazados y mezclados con la multitud, pudo reprimir el motín, aporreando y matando a muchos, y ultimar la obra. Lucas 13:1 parece aludir a este hecho diciendo que Pilato había mezclado la sangre de unos galileos con las víctimas que ofrecían.
El año 35 después de Cristo mató a unos samaritanos reunidos en el monte Garizín. Ante las quejas de judíos y samaritanos el Legado de Siria, Vitelio, lo envía en el año 36 a Roma para que dé cuenta de sus abusos ante el emperador. Posiblemente muere en el año 37 suicidándose.

### Tortura a Jesús

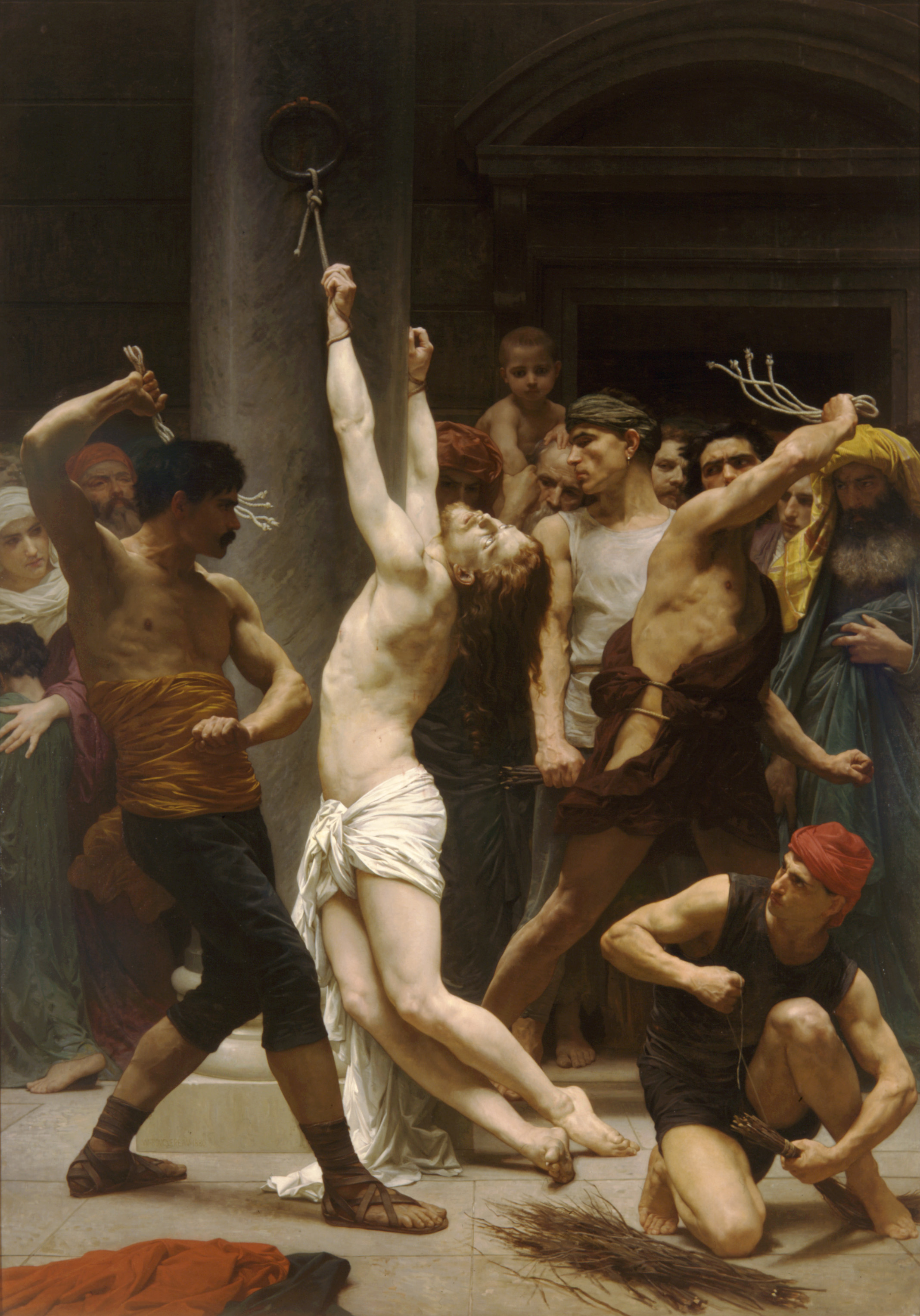
Flagelación de Jesús de Nazaret. Pintura realizada por el artista William-Adolphe Bouguereau (1825-1905), llamada The Flagellation of Our Lord Jesus Christ (1880).

Los soldados de las guarniciones romanas en Palestina no eran romanos, por supuesto, tampoco judíos. Eran sirios y griegos que vivían en Palestina y que aborrecían a los judíos.
Los últimos tres reyes judíos independientes, los reyes asmoneos, sometieron y esclavizaron a las ciudades sirias y griegas cercanas a sus fronteras.
El rey Alejandro Janeo, que también era Sumo Sacerdote, reinó en Judea del 103 al 76 a. C., durante su reinado entró en agudo conflicto con los fariseos. El pueblo seguía las directrices de los fariseos y odiaba al rey. Como los fariseos se aliaron con los sirios, adversarios del rey, este se vengó sangrientamente de los sirios. Josefo hace el siguiente relato de uno de esos excesos de venganza: Celebrado un banquete en un lugar no visible junto con sus concubinas, ordenó crucificar a unos ochocientos de ellos, degolló a sus hijos y a sus mujeres ante sus ojos, mientras aún estaban con vida, imponiéndoles en venganza de los agravios recibidos ese castigo, superior a lo que puede resistir un hombre.
Desde entonces esas ciudades y sus habitantes temen a un reino judío poderoso. Y los judíos alentaban siempre la esperanza de volver a los buenos días de libertad, bienestar y esplendor, como en los tiempos del rey David.
Por eso los soldados sirios y griegos de Pilato no pueden menos de odiar a los que pretendían ser reyes o mesías. «¿Tú eres rey de los judíos?», preguntó Pilato. Y los soldados oyen como el procurador contesta a los que le piden el indulto de costumbre «¿Quieren que les suelte al rey de los judíos?» (Mc.15,1-2.9). Por eso se ensañan con Jesús, luego de ser condenado y azotado, estos se burlaban diciéndole «¡Salud, rey de los judíos!».
Según el historiador judío Flavio Josefo, habitantes de Cesarea y de Sebaste devenidos en soldados de las cohortes, manifestaron abiertamente su odio a los reyes judíos en ocasión de la muerte del rey Agripa I. En efecto, en el año 44 celebraron públicamente en Cesarea la muerte de Agripa y arrastraron a un burdel las imágenes de las hijas del rey.

## Religión

### Saduceos
Se puede empezar nombrando los saduceos, que toman su nombre de Sadoc, sumo sacerdote del tiempo de Salomón que vivió en el siglo II a. C. Integraban este grupo las familias sacerdotales dirigentes, las de los comerciantes más acaudalados de la ciudad y los hacendados más ricos del campo. Los jefes de esa aristocracia sacerdotal y laica (los ancianos) formaban parte del Sanedrín. Era, pues, un partido aristocrático que reunía a los ricos y los poderosos. Formaban una "clase aparte", estaban fuertemente organizados y eran escasos en número. Su influencia en la política y la administración de justicia fue muy importante entre el periodo asmoneo y la guerra judaica. Algunos de los saduceos "seglares" eran los arrendatarios de los impuestos, los procuradores y recaudadores romanos. Los romanos les concedieron el monopolio del cobro de los impuestos.[cita requerida]
En materia de religión admitían únicamente la "Torá" o Ley de Moisés, que está formada exclusivamente por los cinco primeros libros de la Biblia o Pentateuco: Génesis, Éxodo, Levítico, Números y Deuteronomio. Se atienen estrictamente a la letra de lo que dicen esos libros, son pues fundamentalistas y por eso, rechazan todo desarrollo posterior de esa doctrina. Según los saduceos, los sacerdotes son los únicos intérpretes de la Ley; no quieren que los fariseos laicos la interpreten, y sospechan de los profetas. Propugnaban la observancia del sábado. Viendo que en la Torá no se habla de la resurrección de los muertos ni de otra vida, no creen en ella, por considerarla un concepto novedoso. Para ellos todo termina con la muerte y aseguran que no hay más salvación que la terrenal.[cita requerida] En política, favorecieron un nacional-judaísmo y fueron acérrimos defensores del Estado del Templo, y procuraron llevarse bien con los romanos.
Se les acusa de vivir el divorcio entre la fe y la vida: al lado de su actitud religiosa conservadora, mostraban una licenciosa relajación de costumbres:
- lujo y aficiones paganas siguiendo el ejemplo de los romanos (dueños del mundo)
- el divorcio era frecuente entre ellos
- utilizaban el matrimonio entre miembros de la misma familia para conservar riqueza y poder
- poligamia que, en la práctica, solo era accesible a los ricos por lo costoso que resultaba.[cita requerida]

Caifás, el Sumo Sacerdote (18-37 después de Cristo) era saduceo (Jn. 11,49;18,13-14). Los jefes de los sacerdotes eran, en general, saduceos. Los Hechos de los Apóstoles designan a los saduceos como los partidarios del Sumo Sacerdote (Hch. 5,17). Mateo (Mt. 16,12) contiene un pasaje donde Jesús advierte a los que le escuchan que se guarden de el fermento de los fariseos y saduceos.
Son hedonistas, les interesa sobre todo acumular riquezas y disfrutarlas en la vida terrena (Lc 12,15-21).[cita requerida]

### Sacerdotes
Israel, en tiempos de Jesús era una auténtica Teocracia, y en una teocracia son los sacerdotes quienes, en primer término constituyen el grupo menos poderoso.
Los sacerdotes habían organizado a los judíos después del destierro de Babilonia (538 a. C.) y los habían dirigido en los asuntos espirituales y materiales, en tiempos de Jesús continuaban en posesión del poder político y social. El sacerdocio no era por vocación de Dios, sino hereditario, según la Ley, solo podían ser sacerdotes los descendientes de Aarón, el hermano de Moisés (Ex. 28,1; Nm. 17,16-26; Lc. 1,5; Heb. 9,4). Formaban pues, un círculo cerrado y estrechamente unido.
A los 20 años de edad, el hijo del sacerdote es presentado en el templo donde tiene que demostrar la legitimidad de su nacimiento, después de comprobar que no tiene defecto físico, le ordenaban mediante un baño de purificación, le visten con hábitos sagrados y se celebran unos sacrificios, todo durante una semana, de esta forma queda habilitado para ofrecer sacrificios (Heb. 10,11), ejecutar ritos (Mt. 8,4; Lc. 17,14), para el servicio al templo (Lc. 1,5.8). Los sacerdotes no estaban encargados de la enseñanza de la Ley, esto era propio de los escribas (Mt. 7,29).
Estaban organizados en 24 grupos, y cada grupo aseguraba el servicio del templo durante una semana, los turnos se sacaban a la suerte (Lc 1,5-9). Por la cantidad de culto que existía en el templo y para atenderlo se necesitaban 300 sacerdotes ayudados por 400 levitas, estos últimos eran descendientes de la tribu de Leví (Dt 33,8-11; Lc 10,32), eran una especie de "bajo clero", encargados de servicios auxiliares del culto y también de los servicios de policía del templo.
Los sacerdotes más importantes que llegaban a ser una aristocracia eran:
El Sumo Sacerdote, jefe de todos los judíos de Palestina y del extranjero, responsable principal del templo, administrador, presidente, por oficio, del Sanedrín o Gran Consejo. Era el único mortal que entraba en la parte más íntima, sagrada e importante del Templo: el "Sancta Santorum": tres veces, un solo día al año, el "Día de la Expiación" (el Yom Kippur. o día de penitencia instituido por Dios).
A partir del año 37 antes de Cristo, Herodes primero y luego los procuradores o gobernantes romanos tenían el derecho de nombrar y deponer a los Sumos Sacerdotes, desde entonces el cargo no era hereditario ni vitalicio. También consagran al Sumo Sacerdote mediante la entrega de los ornamentos sacerdotales (ocho piezas consideradas como sagradas). Herodes y los romanos guardan estos ornamentos sagrados (del 6 al 37 después de Cristo en la Torre Antonia), y los prestan a los sacerdotes solo para los días de fiesta.
La intervención de Anás en el proceso de Jesús, explica como mantenían su influencia y prestigio luego de haber cesado en el cargo como Sumo Sacerdote.
Otros sacerdotes principales eran el Comandante del Templo, responsable del orden, los tres Sacerdotes Tesoreros, a cargo de las finanzas y los Sacerdotes Vigilantes, quienes guardaban las llaves del templo y se responsabilizaban de la vigilancia y orden bajo la autoridad del Comandante del Templo.a

### Los Ancianos
Eran también llamados "Senadores del pueblo" y los encontramos con frecuencia en el Nuevo Testamento, siempre aliados con los Sumos Sacerdotes (Mt. 21,23; 26,3.47), normalmente unidos bajo una única expresión "los sumos sacerdotes y los ancianos" (Lc. 22,52).
La palabra anciano no se refiere a persona de más edad, a viejos de Jerusalén, en sentido estricto los "ancianos" son el grupo del Sanedrín distinto de los sacerdotes-jefes y de los escribas fariseos. Está compuesto por los jefes de las familias más ricas e influyentes de Jerusalén. En algún momento Lucas los llama "los notables el pueblo" (19,47), son la aristocracia seglar, los poderosos, esto por el dinero ya que eran los propietarios de grandes haciendas y los comerciantes más ricos.
Estos ancianos están relacionados con la fuente principal productora de riqueza que es el Templo de Jerusalén y con sus dirigentes, los sacerdotes jefes. También están ligados al poder romano que ha sabido atraérselos entregándoles en arriendo el cobro de impuestos, así los romanos dominan, por su medio, el Sanedrín. La fortuna de los ancianos es la garantía de que el impuesto de los judíos ingresará en el tesoro del Imperio romano. Para estos "ancianos", jefes del sistema de recaudación de impuestos, las cantidades recolectadas bien administradas, son una buena fuente de ingresos suplementarios, porque entregan a los romanos los impuestos por ellos exigidos, pero se los cobran con creces al pueblo por intermedio de los "publicanos".
Están muy interesados en defender el orden establecido, pues en él se basa la conservación y mejora de su posición, dinero e intereses. Si los romanos sospechasen que ellos de algún modo se oponen a su poder, perderían sus privilegios, correrían peligro de ser desterrados y después sufrirían la confiscación de todos sus bienes.
Son observadores en cuestiones de religión y se atienen estrictamente a la letra de la Escritura, y tienen por jefes a los "hombres de la religión", a los jefes de los sacerdotes, a la nobleza sacerdotal. Además son muy fieles a la observancia religiosa externa.
No pueden ser sacerdotes, ni siquiera comprando el sacerdocio. Como todos los que tienen por ídolo el dinero, "ídolo de muerte", para defender su "orden", un orden injusto, pero que les favorece a ellos, llegan hasta la sangre (Mt. 26,3-5.59; 27,1-2; Mc. 14,43).
No todos los ancianos eran iguales en su pensar y proceder, entre estos notables se encuentra José de Arimatea, rico hacendado (Mt. 27,57; Mc. 15,43; Lc. 23,50-51; Jn. 19,38-42).

### Fariseos
Los fariseos era un grupo religioso caracterizado por su estricta observancia de la Ley. Provenían del movimiento asideo (siglo II). Aunque tenían sacerdotes era en esencia un movimiento laico. El movimiento asideo se separó en dos ramas: los fariseos y los esenios.
El nombre fariseo es la forma griega de perusim que significa "los santos",[cita requerida] los separados, la verdadera comunidad de Israel. Eran gente religiosa y piadosa.
En el Nuevo Testamento los fariseos son presentados como hipócritas, pero no se corresponde con lo que se sabe de ellos.[cita requerida]
Los fariseos se preocupan mucho por cumplir todas las leyes y tradiciones religiosas, también en que otros las cumplan. Para ellos lo más importante en su relación con Dios es la Ley religiosa, ella es el verdadero tesoro de Israel, más importante que el Templo. Ellos son el "pueblo de la Ley", generalmente son artesanos, pequeños comerciantes, campesinos, pero, aunque proceden del pueblo, quieren estar separados de él; les parece demasiado ignorante de la Ley y, sobre todo, impuro, que no la cumple; "maldito" (Jn 7,45-49).
Son legalistas, pues ellos mismos habían añadido muchas leyes y tradiciones a la Ley. Formularon 613 leyes complementarias (248 mandatos y 365 prohibiciones), difíciles de aprender y sobre todo difíciles de cumplir, estas reglamentaban minuciosamente la vida, especialmente la observancia del sábado y la pureza necesaria para el culto. A estas leyes las llamaban "tradición oral" (inventada por ellos). Para ellos esta tradición tenía tanto o más valor que la Ley escrita.
Los fariseos esperaban una intervención divina, la venida del Mesías que libraría al pueblo del yugo de los romanos, se preparaban para ese "Día" con la oración, con el ayuno y, sobre todo, con la observancia fiel de todas las leyes, particularmente la del sábado.
Eran ritualistas, se preocupaban mucho de las acciones obligatorias para acercarse con pureza a Dios, a la oración, al templo, a los actos de culto. La profusión de normas tendía a convertir el ejercicio de la piedad en una cuestión técnica o normativa. Se guiaban por un libro entero para esto, el Levítico, sobre todo en los capítulos 11 al 16, que explica las reglas de pureza. Para ellos impuro significaba contagioso, y el roce con lo impuro les impedía las relaciones con Dios.
Impuros eran:
- la sangre y todo lo que toca porque, según ellos, es la vida.
- todo derrame sexual (ej. menstruación).
- los utensilios como copas, platos, ollas sucios, pues había que lavarlos varias veces escrupulosamente (Lc. 11,39).
- ciertos animales que la Ley prohibía comer (Mt. 15,10).
- todo cadáver de animal o persona; no solo el que los tocaba, aunque fuese por necesidad, también el que pisaba una tumba, un sepulcro, aún sin saberlo, quedaba "impuro" ante Dios (Lc. 11,24).
- las personas afectadas por alguna enfermedad repugnante, en especial de la piel, como la lepra, eran "intocables", porque el mero rozarles impedía acercarse al Dios Santo (Mt. 8,2-4).
- los judíos que ejercían determinados oficios u ocupaciones que eran considerados impuros; publicanos o recaudadores, prostitutas, pastores, médicos. Sentarse con ellos a la mesa u hospedarse en sus casas "contagiaba" (Mt. 9,9-13; Lc. 19,1-7).
- el solo entrar en las casas de paganos, quienes no eran judíos, contaminaba (Jn. 18,28).

Tenían obsesión por los lavados rituales, sobre todo de las manos "impurificadas" por haber tocado algo "impuro". Hasta siete veces al día el fariseo piadoso hacía sus abluciones personales con agua y con oración. También el agua entraba en este juego pues, se convertía en un problema saber que tipo se requería para lavar cada utensilio y para los baños de purificación, ellos distinguían hasta seis tipos de agua para estos menesteres.
Estos fariseos piensan que cumpliendo con la Ley y la tradición adquieren los méritos necesarios para la salvación, y que Dios tiene que "pagar" esa fidelidad, esa recompensa se les debe (Lc. 17,7-10).
Hacían todo tipos de obras, más allá de lo mandado por la Ley, para así tener más méritos ante Dios; ayunos (Mt. 9,14; Lc. 18,12), oraciones (Mt. 6,5), pago de diezmos (Mt. 23,23). Cumplían minuciosamente las estrictas reglas sobre la pureza ritual que de por sí eran obligatorias solo para los sacerdotes, y las leyes sobre los alimentos (Mt. 15,1-20; 23,25.27; Mc. 7,1-23; Lc. 11,39).
El Evangelio que más trata el fariseísmo es Mateo exhibiendo opiniones como esta.

Atan bultos pesados y los cargan en las espaldas de los demás, mientras ellos no quieren empujarlos ni con un dedo.
Mt. 23,4

### Escribas

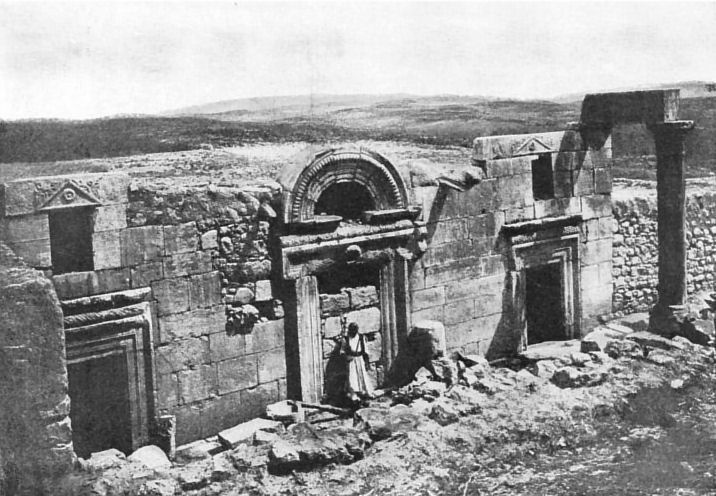
Ruinas de la Sinagoga de Kfar Bir'im. En tiempos de Jesús, cada comunidad judía tiene su sinagoga. La sinagoga era el sitio de reunión para la oración y el estudio de la Ley. Al Templo se accedía especialmente durante las principales festividades judías. Quedaba lejos para la mayoría. En las sinagogas, la ceremonia se dividía en dos partes: primero se reciaba el Shemá, que terminaba con una bendición, luego se hacía la lectura de la Torá, iluminada por un texto de los profetas y seguida por una homilía.

Los escribas, en hebreo sofrim, son los "especialistas de la Ley", quienes estudian, conocen, explican e interpretan la Ley mosaica. Son al mismo tiempo, teólogos, profesores, jueces,[cita requerida] enseñan lo que hay que hacer para cumplir con la Ley, resuelven las dudas que sobre la observancia se presentan. Ejercen también la justicia, según la Ley.
En un principio los escribas eran un grupo laico pero, dada su apertura a nuevas interpretaciones, muchos de ellos eran también fariseos o saduceos. Con el tiempo, empero, predominaron los escribas fariseos. Los escribas o "doctores de la Ley", son la aristocracia intelectual judía, el escriba o "rabí" llega al poder no desde el dinero como los ancianos o senadores, ni por la sangre o casta como los sacerdotes, sino por su saber, y son conscientes de eso. Los fariseos-escribas llegaron al Sanedrín y cada vez tuvieron más poder después de la muerte de Herodes el Grande, año 4 antes de Cristo.
Su formación era en escuelas, la más importante y famosa es la de Jerusalén, después de un ciclo regular de estudios en varios años, el escriba poseía un sólido conocimiento de todo el Antiguo Testamento, dominaba plenamente todos los recovecos de la Ley, estaba autorizado para decidir personalmente todas las cuestiones de leyes y ritos religiosos, era nombrado juez en los procesos criminales y decidía también en los procesos civiles, tenía derecho a ser llamado "rabbí". Al cumplir cuarenta años de edad era escriba con plenas atribuciones como "Doctor graduado".
Su saber los colocaba en los puestos más importantes de la enseñanza, de la administración y de la justicia. Y, sobre todo los escribas que además eran fariseos, tenían un gran poder porque creaban y trasmitían las "tradiciones" religiosas que estaban en igualdad y aun por encima de la propia Torá o Ley escrita; tenían el poder de atar (obligar) y desatar (liberar de obligación) para siempre, a los judíos del mundo entero, en conformidad con lo mandado por la Ley; en su poder estaban los puestos claves del poder judicial, del poder administrativo, y de la enseñanza: en general, eran escribas los jueces de todas las ciudades importantes del país.
En las sinagogas, además de ser los jefes, explican e interpretan con autoridad la Escritura, son los jueces y supervisores de la marcha de la vida diaria; tienen poder en lo judicial, en lo ejecutivo y hasta pueden imponer castigos de azotes y llegar al destierro.
Dirigían y controlaban la Escuela Superior de Jerusalén, el partido fariseo del Sanedrín estaba compuesto íntegramente por escribas (en el N.T. el grupo fariseo del Sanedrín es llamado indistintamente "Los fariseos" Mt. 21,45 o los "escribas" Lc. 20,19). En él cada vez tenían más poder, entre otras cosas porque el Sanedrín era la única Corte de Justicia o Tribunal Supremo para todos los judíos (Mt. 26,57-66; Hch. 5,34-40).
El conocimiento del Antiguo Testamento (la exégesis de la Escritura) era decisivo en las sentencias judiciales, y ese conocimiento era exclusivo de los "escribas-fariseos" del Sanedrín:
- los escritos del Antiguo Testamento estaban redactados en la "lengua sagrada", el hebreo, y ésta lengua solo era conocida por los escribas, el Arameo era la lengua del pueblo, aun en el siglo I, los jefes de los escribas lucharon para que el Antiguo Testamento no se divulgase en arameo.
- Eran los únicos que conocían la "tradición oral" que solo se trasmitía, de palabra del maestro al discípulo.
- Eran los dueños de la tradición "esotérica", es decir de los secretos más ocultos sobre doctrinas, leyes, fórmulas mágicas religiosas.

Todo esto les daba un gran prestigio ante el pueblo.

### El Templo de Jerusalén
Israel fue un Estado teocrático, un Estado en el que lo más importante fue la religión, cuyos dignatarios poseían máxima autoridad en la mayoría de los casos. El mismo poder político del gobierno judío estaba sometido al poder religioso, al sacerdocio, especialmente al Sumo sacerdote de Israel Sumo Sacerdote. Este ejercía el poder en nombre de Dios, aplicando las leyes de la Torá y aquellas tradicionales en la religión israelita. Los poderes religioso y político se encontraban fusionados en la antigua teocracia israelita.
El Templo de Jerusalén, considerado como signo de la presencia de Dios entre los hombres, funcionaba como centro espiritual del antiguo Israel.
Estaba construido en la parte más visible de la ciudad, sobresaliendo con una torre de 50 m de altura en medio de una explanada de 480 metros de larga por 300 metros de ancha, rodeada por un alto muro. Era el templo que Herodes el Grande empezó a construir de nueva planta. Dominando sobre el resto de la ciudad y recubierto con espesas placas de oro y mármol blanquísimo, que brillaban refulgentes al sol, y despertaba la admiración de la gente: «Maestro, ¡mira que piedras y que edificios!» (Mc. 13,1). Nueve grandes puertas daban acceso al templo, ocho de ellas recubiertas totalmente de oro y plata, lo mismo que sus montajes y dinteles, y la novena, en bronce de Corintio, sobrepasaba en valor a las otras decoradas en oro y plata. Abundaban los portones recubiertos de oro y plata, los candelabros, copas, cadenas y utensilios sagrados, también de oro y plata. Tan grande debe haber sido la riqueza de oro que había en el templo que, después de la conquista de Jerusalén por los romanos en el 70 después de Cristo, la oferta de oro fue tan gigantesca que trajo como consecuencia que su precio se redujese a la mitad.
La ampliación, arreglo y decoración del Templo duró unos 84 años (desde el 20 a. C. al 63 d. C.). El Evangelio de Juan lo indica colocándolo en boca de los dirigentes judíos, hacia el año 27.

Cuarenta y seis años ha costado construir este santuario, y ¿tú vas a levantarlo en tres días?
Evangelio de Juan 2,20

En todos los años que duró la construcción del Templo, no se interrumpió el culto en ningún momento.
Como lugar de la presencia de Dios, el templo era el centro del poder religioso. Era el único templo que tenían los judíos de todo el mundo para dar culto a Dios.
El culto era celebrado a diario, por la mañana y otro por la tarde, y además un culto extraordinario en las grandes festividades religiosas anuales, especialmente tres: Pésaj (Pascua judía), Shavuot (Fiesta de las Primicias) y Sucot (Fiesta de los Tabernáculos), a las que todo israelita varón, a partir de los trece años, tenía obligación de acudir (si bien de hecho aquellos que vivían lejos lo hacían solo para Pésaj).
El Templo de Jerusalén, funcionaba como el principal centro educativo: allí se impartía la ciencia religiosa, teológica y jurídica del judaísmo. Al Templo, así como también a diversas sinagogas, acudía Jesús a impartir sus enseñanzas. La presencia de Jesús produjo a veces polémicas con los dirigentes judíos, dado que fue allí donde Jesús también dio a conocer sus grandes denuncias.

## Algunos grupos de la sociedad

### Publicanos
Estos eran agentes de aduana o recaudadores de impuestos. En aquel tiempo no eran funcionarios del Estado, sino comerciantes que adquirían del Estado, en arriendo, el derecho a la recaudación de impuestos. Para ello pagaban determinada suma de dinero al erario público, quedándose con todo lo que podían sacar por encima de esa suma.
Entre ellos se distinguían dos clases:
Los jefes del sistema de recaudación de impuestos:
Eran gente rica, generalmente jefes de las familias de la alta sociedad de Jerusalén, algunos de ellos miembros del Sanedrín (ancianos o senadores del pueblo).
Los judíos tenían que pagar a los romanos unos impuestos directos y otros indirectos. Estos grandes arrendatarios de aduanas se responsabilizaban del pago de estos impuestos, luego se reembolsaban esas cantidades con creces, en este cobro están respaldados por los romanos.
Arrendaban muchos puestos aduaneros, para cada puesto aduanero señalaban un canon de arriendo que era preciso entregar. Los ingresos superiores a este canon se los quedaba el arrendatario como ganancia personal, llevando esto a la explotación y la estafa.
Los cobradores locales a quienes se les llamaba publicanos.

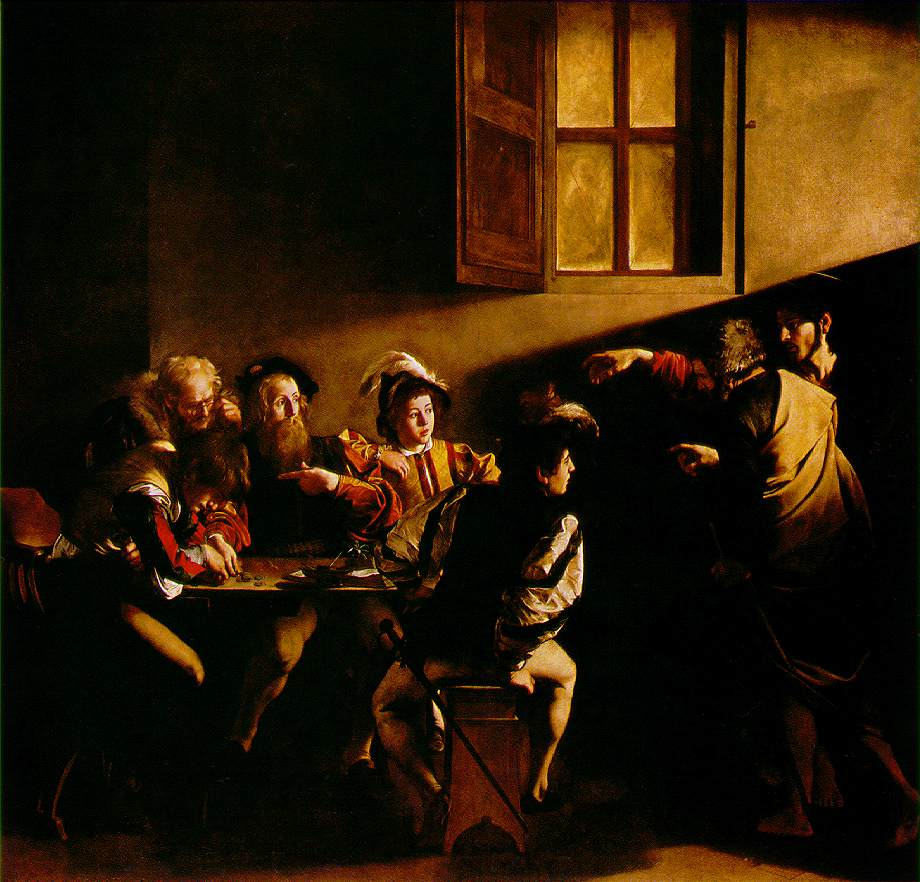
Representación: La llamada de Mateo Leví hecha por Jesús de Nazaret. Jesús no se fija en su ocupación (publicano, cobrador de impuestos), solo lo llama para hacerlo discípulo y Mateo a su vez responde a este llamado siguiéndole y ofreciendo un banquete. Michelangelo Merisi da Caravaggio o Caravaggio.

La mayor parte de los que hacían este trabajo eran pobres o esclavos empleados por una agencia de recaudación de algún gran arrendatario, a su vez los despedían al menor problema.
Palestina sufría un sistema de impuestos verdaderamente opresivo, había que pagar derechos de aduana y de peaje a la entrada de los pueblos, en los puentes, los vados, los cruces de caminos. El hostigamiento de los publicanos era molesto y también muy costoso, pues los recaudadores tenían que exigir una cantidad superior a la tarifa oficial si querían ganarse la vida. Leví es uno de esos recaudadores o "publicano".
Es de notar también que el pueblo no conocía con certeza la ley romana de impuestos, y tampoco se atrevía a reclamar, ya que los recaudadores estaban apoyados.
A los ojos de todo sacerdote y fariseo, el publicano era un pecador, pues su profesión era considerada "contaminante" o "impura" por los escribas o doctores de la ley. Para los judíos el único impuesto legítimo es el que se pagaba al Templo, por tanto estos publicanos que cobraban para los romanos, eran también despreciados por la comunidad.
Por lo general los publicanos eran gente pobre, pertenecían a una clase social tan desfavorecida que tenían que aceptar este trabajo "deshonroso" para sobrevivir.
Los publicanos jamás eran invitados a comer, no los trataban, estaban despojados de sus derechos civiles: no podían ser jueces, ni siquiera testigos de un proceso, mucho menos pertenecer a una comunidad de fariseos. Eran, pues, gente tomada como pecador, marginados, mal pagados y con frecuencia maltratados.

### El comportamiento de Jesús con los publicanos
Los evangelios hablan directamente de estos "publicanos", recaudadores y normalmente asocia "publicanos y pecadores".
Juan el Bautista exige de los recaudadores, como signo de penitencia, el cobro exacto del impuesto fijado: Fueron también a bautizarse unos recaudadores, que le preguntaron: Maestro ¿qué tenemos que hacer? Él les contestó: No exijan más de lo que tienen establecido Lc. 3,13.
La actuación de Jesús y de sus seguidores, fue sencillamente escandalosa, iban contra toda regla de comportamiento social y religioso. Son muchos ejemplos que hay de tal situación; cuando llamó al publicano Leví a ser discípulo íntimo suyo, al frecuentar la compañía de publicanos y pecadores y comer con ellos, Leví le ofreció en su casa un gran banquete, y estaban recostados a la mesa con ellos un gran número de recaudadores y otra gente (Lc. 5,29). Para los piadosos judíos era escandaloso que Jesús y sus seguidores comieran con ellos en la misma mesa.
Cuando se enfrenta con los fariseos mostrándoles que, salir al encuentro de un pecador, expresa mayor fidelidad al Dios Santo, que no buscar aislarse para alardear de su propia perfección: «Los fariseos y los letrados de su partido» (los fariseos que eran escribas) «protestaban diciendo a los discípulos: ¿Se puede saber por qué comen y beben con recaudadores y pecadores?». Jesús les replicó: «No necesitan médico los sanos, sino los enfermos. No he venido a invitar a justos, sino a pecadores, a que se arrepientan» (Lc. 5,30-32).
Este forma de actuar de Jesús, le valió una especie de sobrenombre, más bien una acusación malévola: «¡Vaya glotón y borracho, amigo de recaudadores y pecadores!» (Mt. 11,19).
Más allá todavía, y de un modo desconcertante y provocador dice que los publicanos son preferidos a los sumos sacerdotes y los senadores del pueblo: «Los recaudadores y las prostitutas se dirigen, en lugar de ustedes, al reino de Dios» (Mt. 21,23-32).

### Los Zelotes
Estos eran hombres ardientes, "llenos de celo", de deseos por cumplir la Ley, sobre todo su primer mandato: para ellos "sólo Dios reina en Israel", y por eso estaban dispuestos a sacrificar hasta la propia vida.
Como ideología o partido no hay documentación cierta de ellos hasta el año 44 después de Cristo. Y todos los escritos del Nuevo Testamento son posteriores a esa fecha. Su actividad se desarrolló, ciertamente, en el tiempo de las primeras comunidades cristianas. Los zelotas con su insurrección del año 66 provocaron la represión romana y la caída de Jerusalén. Algunos autores consideran como zelotas a los galileos que con ocasión del censo de Quirino, hacia el año 6 después de Cristo, se rebelaron bajo la dirección de Judas el Galileo.
Los zelotas eran fariseos militantes, se puede decir que representaban el ala más radical de los fariseos. Eran observantes estrictos de la Ley escrita y de la tradición oral más rigurosa, eran fanáticos en su afán por la instauración del reino de Dios en Israel. Ellos eran los judíos nacionalistas más radicales: ortodoxos e integristas. Su fanatismo integraba política y religión, y se expresaba con actos de terrorismo dirigido contra los romanos y contra los judíos que ellos consideraban poco religiosos o colaboracionistas. Zelota o fanático es el sobrenombre del apóstol Simón.
También se consideraban «instrumento» de la venganza de Dios, en relación con el culto y al sacerdocio. Quisieron purificar el Templo de la corrupción y de las injusticias, buscaron purificar el país, contaminado especialmente por la ocupación romana, recurriendo a la violencia. Ellos negaban la obediencia a todo poder terreno, únicamente obedecían a Dios y a su Ley.
Los romanos sostenían el principio jurídico de que, con la conquista de un país, sus tierras pasaban a ser propiedad del Estado (romano), y a la vez les cedía en usufructo a los nativos, exigiéndoles, a cambio, el pago de tributos.
Precisamente la introducción del tributo al César fue la que provocó la rebelión de Judas el Galileo, en el año 6 después de Cristo, cuando los romanos desterraron a Arquelao, hijo de Herodes I el Grande y convirtieron a Judea en provincia romana.
Para los zelotas, pagar el impuesto a los romanos era incurrir en pecado de idolatría. Como para ellos, la llegada el Reino dependía de la acción revolucionaria violenta, robaban, sobre todo a los ricos, secuestraban personajes importantes, y si era preciso llegaban al asesinato. La primera víctima de los zelotas sicarios (llamados así por el pequeño puñal o "sica" que utilizaban) fue el sumo sacerdote Jonatám, hijo de Hannas.
Para los años 30, los zelotas no formaban un grupo organizado, solo eran grupos clandestinos, con intereses sociales precisos, con inspiración religiosa, impacientes de liberar a Israel de la dominación romana. Los romanos los llamaban "ladrones" y los consideraban simples bandidos, escondidos en las montañas, que aprovechaban las circunstancias, sobre todo las festividades para sus labores.

## Clases sociales

### Los ricos
En el aspecto socioeconómico, en tiempos de Jesús, había en Palestina estratos sociales opuestos: los ricos y los pobres.
Los ricos eran pocos en número, pero muy poderosos, conservadores en religión y también en política, generalmente pertenecían al grupo de los saduceos.
Entre estos ricos poderosos tenemos a Herodes II Antipas, a la muerte, 4 años antes de Cristo, de su padre Herodes I el Grande, había recibido una parte del reino de este: Galilea, provincia del Norte, con la capital en Tiberiades y la Transjordania al Este. Este era un vasallo del emperador romano, que ni siquiera le otorgó el título de rey. En el año 39 después de Cristo el emperador Tiberio lo destronó y desterró.
Los partidarios de Herodes Antipas, que eran pocos en número, eran llamados herodianos, siempre fueron enemigos de Jesús.
La plaga de impuestos que Herodes impuso, provocó la venta de tierras y la concentración latifundista en manos de unos pocos: miembros de la familia real, colaboradores a quienes recompensaba de ese modo, gente adinerada que invertía su dinero haciéndose con grandes haciendas. Esta concentración de fincas en Galilea fomentaron el desempleo y la emigración, ya que algunos se fueron a mendigar a Jerusalén, y en parte también, el movimiento zelota que rechazaba el pago de los impuestos no religiosos.
La mayoría de estos hacendados vivían fuera de sus tierras y dejaban la administración en manos de empleados. Los jornaleros, gente sin empleos fijos, trabajaban para esas haciendas.
El padre de Herodes Antipas había comenzado la construcción del Templo de Jerusalén, y la prosiguió generosamente (año 19 a. C.).
Herodes ingresaba anualmente unos diez millones de denarios (1 denario era el salario razonable de un día). Poseía cantidad de mansiones; para confiscar y apoderarse de los bienes que le apetecían no retrocedía ni ante el asesinato. Este Herodes es el que mandó decapitar a Juan el Bautista en la cárcel.
Jesús mostró que no le temía, rechazó todo trato con él y, alertó a sus discípulos sobre la maldad que en él se ocultaba.
Los sacerdotes jefes de familia eran integrantes de la aristocracia de Jerusalén, eran entre 15 y 17 familias, gente muy enriquecida con los grandes ingresos y poder que producía una religiosidad y culto montados en relación con el Templo, eran los principales administradores del tesoro, y esta administración llevaba un dominio usufructual, pues se aprovechaban de todas sus rentas.
Las familias de los sumos sacerdotes se contaban entre las más ricas del país.
Los grandes comerciantes y terratenientes eran normalmente saduceos como los jefes sacerdotes, varios de ellos eran ancianos, miembros del Sanedrín.

### Los pobres
La mayor parte de la población eran gente pobre: Jesús recorría todos los pueblos y aldeas, enseñando en las sinagogas, proclamando la buena noticia del reino y curando toda dolencia y enfermedad. Viendo el gentío, le dio lástima de ellos porque andaban fatigados y decaídos como ovejas sin pastor (Mt. 9,35-36). Entre ésta gente se encontraban:
Los jornaleros, asalariados que ganaban el sustento con el trabajo, se les pagaba por días y el abono era diario, trabajaban de sol a sol por un denario y la comida.
Los escribas no tenían un oficio ni ejercían el comercio, como la enseñanza de la Ley debía ser gratuita, estos escribas eran generalmente pobres y vivían de las ayudas que recibían de sus admiradores y seguidores, de la hospitalidad espontánea que les ofrecían, de las invitaciones a tomar parte en los banquetes celebrados en otras casas.
Había fariseos pobres, pero con cabeza de rico: "amigos del dinero" los llama el evangelio, y escribas parásitos que se aprovechaban de la hospitalidad de las personas económicamente modestas: que se comen los bienes de las ciudad con pretexto de largos rezos (Mc 12,40).
Los esclavos, la mayoría de ellos estaban en el palacio de Herodes, venían a ser como criados domésticos no libres. Los judíos solo podían ser esclavos durante seis años, y si el dueño no era judío, el esclavo debía ser rescatado por sus parientes. El servicio de esclavo no era considerado deshonroso, inclusive, el jornalero vivía mucho más inseguro que el esclavo.
El Templo no tenía esclavos, en el campo casi no había y en la ciudad eran pocos.
Los mendigos, eran los que no trabajaban y no podían trabajar: Se le acercó un gran gentío llevándole cojos, ciegos, lisiados, sordomudos y otros muchos enfermos (Mt. 15,29). Jerusalén era ya en tiempos de Jesús un centro de mendicidad. Los mendigos se concentraban en torno al Templo, en las puertas exteriores de la explanada, en el atrio de los paganos y vivían de la limosna de gente piadosa. La limosna era una de las tres prácticas fundamentales de la piedad judía, junto con la oración y el ayuno.
"Am ha' aretz = pueblo de la tierra". Eran campesinos, considerados por los sacerdotes como ignorantes de la ley e incapaces de cumplirla, sobre todo la ley del sábado, la pureza ritual y el pago de los impuestos.
La clase media apenas existía y solo había en Jerusalén, pertenecían a ella pequeños comerciantes, artesanos propietarios de sus talleres, y los dueños de las hospederías de Jerusalén.

### Jesús enfrenta a los ricos
Jesús desenmascaró el poder alienante que se encierra en las riquezas; para él, las cosas materiales son buenas, necesarias y debemos disfrutarlas como regalo de Dios. Por eso, Jesús condena tan duramente a los ricos y reprocha a los que acaparan y poseen más de lo que necesitan para vivir. Los evangelios traen muestras de las llamadas de atención que hace a todos:
- No pueden servir a Dios y al dinero (Mt. 6,24)
- No amontonen riquezas en la tierra... Porque donde esté tu tesoro, allí estará también tu corazón (Mt. 6,19-21).
- Guárdense de toda codicia, que aunque uno tenga de sobra, la vida no depende de los bienes (Lc 12,15-21).
- Pero, ¡ay de ustedes los ricos, porque ya tienen su consuelo! (Lc 6,24).
- La raíz de todos los males es el amor al dinero (1Tim 6,10).
- El que amontona riquezas para sí no es rico para Dios, sino insensato, necio: ha malgastado su vida (Lc 12,31-34).
- ¡Con qué dificultad van a entrar en el Reino de Dios los que tienen dinero! (Mc 10,17-27).
- Pero las preocupaciones de esta vida, la seducción de las riquezas y el deseo de todo lo demás los invaden, ahogan el mensaje y se queda estéril (Mc 4,19).
- En cambio, busquen que él reine y eso se les dará por añadidura. Tranquilícense, rebaño pequeño, que es decisión de su Padre reinar de hecho sobre ustedes. Vendan sus bienes y denlo en limosnas; háganse bolsas que no se estropeen, un tesoro inagotable en el cielo, donde no se acercan los ladrones ni echa a perder la polilla. Porque donde tengan su riqueza tendrán el corazón (Lc 10,17-27).
- Una cosa te falta: vete a vender lo que tienes y dáselo a los pobres, que Dios será tu riqueza; y, anda sígueme a mí. A estas palabras, el otro frunció el ceño y se marchó entristecido, pues tenía muchas posesiones (Mc 10,21-22).
- En vida te tocó a ti lo bueno y a Lázaro lo malo; por eso ahora él encuentra consuelo y tú padeces (Lc 16,19-31).
- Gánense amigos dejando el dinero injusto: así, cuando esto acabe, los recibirán en las moradas eternas (Lc 16,9-11).
- ¡Qué bien echan a un lado el mandamiento de Dios para plantar su tradición! (Mc 7,8-13).
- Pagan el diezmo de la hierbabuena, de la ruda y de toda verdura, y pasan por alto la justicia y el amor de Dios (Lc 11,41-42).
- Esto es "Limpiar por fuera la copa y el plato, mientras por dentro están repletos de robos y maldades" (Lc 11,39).

## Trato a la mujer
La situación social de Palestina es patriarcal. La familia hebrea es una familia grande, amplia. La poligamia seguía siendo lícita, aunque no esté más que al alcance de los que tienen suficientes medios económicos. Y en la casa de familia viven la esposa principal y las secundarias, los hijos e hijas de todas, juntamente con los criados y criadas, esclavos y esclavas.

### Sociedad patriarcal
A la familia se le llama "casa del padre". El padre gobierna en ella como señor absoluto. Él es el dueño responsable de los bienes de la familia. Los hijos varones son sus herederos. Las hijas aumentan el patrimonio con el precio que los pretendientes pagan al padre al comprarlas.
Él es el único que tiene derecho de disponer, dar órdenes, castigar, pronunciar oraciones, sobre todo la bendición de la mesa, ofrecer los sacrificios. También él es el maestro de sus hijos.
Como madre, la mujer era respetada y reverenciada, porque los hijos son regalo y bendición de Dios. Por sus hijos, en especial y sobre todo por los varones, es bendecida la mujer, ya que las mujeres no se consideraban a la altura de los hombres. Por ello tenían menos derechos.

### Mujer diferente al varón
La mujer judía de Palestina, en tiempos de Jesús era considerada inferior al varón por tener menos ventajas que él.
Existía una expresión, como fórmula, que se repetía con frecuencia; "Mujeres, esclavos (paganos) y niños".
Como el esclavo no judío y el niño menor de edad (13 años), la mujer se debía por completo a su dueño: al padre si era soltera, al marido, si era casada; al cuñado si era viuda sin hijo (Dt. 25,5-10).
Si la mujer era soltera estaba bajo la tutela de su padre cuando ésta tenía doce años y era considerada menor: solo él tenía autoridad para casarla. Pero como el padre tenía la autoridad para casar a la hija antes de su llegada a la mayoría de edad, este podía hacerlo solo en la edad en que la hija podía dar su consentimiento explícito y decidir a quien quiere como esposo.

Tiene prohibido el hombre casar a su hija cuando es menor hasta que crezca y diga 'a fulano yo quiero'
(Talmud Babilónico, Tratado de Kidushin 81b).

En ese tiempo, el marido es el dueño de la mujer, y ésta no puede disponer ni de los ingresos de su trabajo, ni de lo que se encuentra.
La pobreza de las mujeres aparece en el relato de la viuda pobre que "ha echado todo lo que tenía para vivir" al tesoro del Templo. Y "todo lo que tenía para vivir" eran "unos centavos" (Mc 12,41-44).

### El culto religioso
La religión judía era una religión de varones. En el templo y en la sinagoga varones y mujeres estaban rigurosamente separados, y las mujeres siempre en lugares inferiores, secundarios. Solo se celebraba el culto en la sinagoga si había al menos diez hombres, no contaban las mujeres, por muchas que estuviesen presentes.
Las mujeres estaban exentas de peregrinar a Jerusalén en las grandes fiestas del año, que obligaban a los varones y de otras prácticas religiosas. Ni siquiera eran aptas, en la sociedad patriarcal, para pronunciar la acción de gracias en la mesa, en las comidas. Pero sí estaban obligadas a cumplir con todas las prohibiciones de la Ley religiosa, sometidas también a todo rigor de la legislación civil y penal, comprendida la pena de muerte (ver Jn. 8,1-5).
La conciencia de la superioridad religiosa masculina estaba muy extendida en tiempos de Jesús y de las primeras comunidades cristianas, no solo entre los judíos, sino también entre griegos y romanos. Por ejemplo, el hombre griego estaba agradecido a los dioses por la suerte de haber nacido humano y no bestia, griego y no bárbaro, libre y no esclavo, hombre y no mujer.
Entre los judíos corría un dicho: "Bien aventurado aquel cuyos hijos son varones, y ¡ay! de aquel cuyos hijos son hembras".
En la oración que los judíos del siglo I y siglo II d. C. hacían en la sinagoga, por tres veces el hombre judío agradece a Dios por el hecho de que no lo creara pagano, esclavo o mujer, poniendo énfasis en su privilegio religioso. Así lo dice este comentario del siglo II:

Rabbí Yehudá dice: deben decirse tres plegarias cada día:
- Bendito sea Dios que no me ha hecho pagano
- Bendito sea Dios que no me ha hecho mujer
- Bendito sea Dios que no me ha hecho ignorante

Bendito sea Dios que no me ha hecho pagano:
porque todas las naciones son como nada ante él. (Is 40,17).
Bendito sea Dios que no me ha hecho mujer:
porque la mujer no está obligada a cumplir los mandamientos.
Bendito sea Dios que no me ha hecho ignorante:
porque el ignorante no se avergüenza de pecar.
En la lengua en que fue escrito el Antiguo Testamento, el hebreo, las palabras piadoso (hasid), justo (saddiq) y santo (qados) no tienen femenino.

### Ignorancia
La mujer no recibía instrucción religiosa, se suponía que era incapaz de comprenderla.
Las escuelas eran solo para varones, los maestros (escribas) no tenían "discípulas".
Además la mujer no podía ser testigo en un tribunal, ni siquiera como testigo de cargo de acusación. Apoyándose en Gn 18,11-15, consideraban que su testimonio carecía de valor por su inclinación a la mentira.

### Reglas de educación
Sobre todo en las ciudades y en las familias más acomodadas, la mujer permanece en casa, en el gineceo (la parte destinada a las mujeres), y solo puede mostrarse en público con la cara tapada, cubierta con dos velos atados a la cabeza para que no se puedan distinguir los rasgos de su rostro.
La peor parte la llevaban las jóvenes solteras, según aquello del Eclesiástico: "Una hija es un tesoro engañoso para su padre, le quita el sueño por la preocupación... Que su habitación no tenga ventana... Que no muestre su belleza ante cualquier hombre" Eclo 42,9-12).
Las reglas de educación prohibían:
- encontrarse a solas con una mujer, sobre todo si era casada
- mirar una mujer casada e incluso saludarla
- hablar con una mujer en la calle

Una mujer no debía estar sola en el campo, y no era normal que un hombre conversara con una extraña (Jn. 4,27).
La esposa o las hijas tienen el deber de lavar al padre la cara, las manos y los pies. Pero el judío varón no puede exigir esto a otro varón, ni siquiera de un esclavo judío; solamente de un esclavo no judío. De ahí la importancia de la acción y actitud de Jesús, y la explicación, por lo menos parcial, de la reacción de Pedro (Jn 13,3-17).

### Tabú - tentación - peligro
Las mujeres eran consideradas "impuras" durante el tiempo de la menstruación y no se las podía tocar siquiera. Después de parir, tenían que ofrecer un sacrificio en el templo para ser "purificadas" (Lc 2,22 y Lv 12,11-8). Por supuesto que esta purificación no tiene nada que ver con la impureza moral (con un pecado) que hubiera cometido la madre. Era como una especie de "tabú".
Si la mujer casada pregunta alguna cosa, hay que responderle lo más brevemente posible: "Con una mujer casada no comas ni te sientes con ella a beber, porque te arrastrará el corazón y dará con tu vida en la fosa" (Eclo 9,9).
Cuando hay huéspedes en la casa, las mujeres no toman parte en el banquete; ni siquiera pueden servir la comida (solo toman parte el sábado y en el banquete de Pascua). Se temía que escuchasen las conversaciones y no fuesen discretas.

### Divorcio, derecho del marido
Solo el marido tenía derecho a romper el matrimonio exigiendo el divorcio, era un derecho arbitrario y caprichoso:
- Si una mujer salía a la calle sin cubrirse la cabeza y la cara, ofendía hasta tal punto las buenas costumbres que su marido tenía el derecho, incluso el deber (religioso), de echarla de la casa y divorciarse de ella, sin estar obligado a pagarle la suma acordada en el contrato matrimonial.
- Una mujer que pierde su tiempo en la calle, hablando con unos y otros, o que se pone a hilar en la puerta de su casa, puede ser repudiada por su marido, sin compensación económica alguna.
- Incluso, cuando la esposa había dejado que se quemara la comida (según el rabí Hillel), podía ser repudiada con el divorcio.
- Otro motivo podía ser que el marido descubriera algo torpe en su mujer, sobre todo para buscar luego una más joven y adquirirla.

Solo el hombre podía tener varias mujeres, y la esposa debía tolerar la existencia de concubinas junto a ella, en su misma casa. Por supuesto que esto era un privilegio de los ricos.
Si la novia tenía relaciones con otro hombre era considerada como adúltera, y podía ser castigada con la muerte a pedradas (lapidación); para la adúltera casada se reservaba el castigo de la estrangulación.
Para el varón no había castigo. En la mujer no veían más que superficialidad, sexo, peligro y trataban de guardarse de ella.

### Comportamiento de Jesús hacia la mujer
Los primeros seguidores de Jesús fueron judíos, hombres y mujeres, estaban invitados todos sin miramientos de vida, no importaba si eran pecadores, prostitutas o publicanos, nadie está excluido al llamado del Reino de Dios.
La afirmación de Jesús: Pero todos, aunque sean primeros, serán últimos, y esos últimos serán primeros, Mc 10,31, se aplica también a las mujeres y a su situación de inferioridad en las estructuras dominadas por los varones, en las estructuras patriarcales.
Jesús de Nazaret con su comportamiento en la vida diaria se alzó contra el sistema socio-religioso, dominante y opresivo para la mujer.
Pero Él con su actuación concreta, da a la mujer su lugar en la vida social y religiosa.
Para Jesús la mujer tiene la misma dignidad, categoría y derechos que el varón, por eso, abiertamente rechaza las leyes y costumbres discriminatorias que menoscaban esa dignidad, categoría y derechos, arriesgando en ello su prestigio y su vida.

#### Jesús con la mujer samaritana

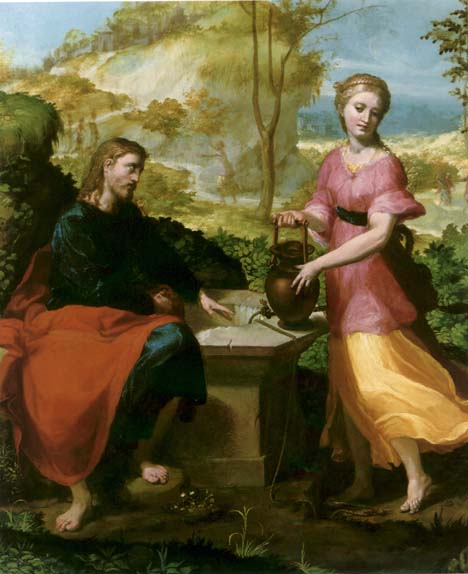
En este cuadro, se representa a Jesús y la mujer samaritana. Era inconcebible que una mujer pudiese estar a solas con un hombre, sin embargo Jesús de Nazaret da igual valor al varón y la mujer. Sus discípulos quedan extrañados ante el encuentro de su maestro y la mujer de Samaría. Óleo de Michelangelo Anselmi (c. 1550).

En el campo, a solas, conversa con una mujer samaritana, extranjera idólatra y maldita para todo judío fiel (Jn 4,4-42). Es él quien saca conversación y, sabiendo que es una mujer conocida públicamente por su mala vida, le pide un favor; conversa largamente con ella y no superficialmente. En aquel momento llegaron sus discípulos y se quedaron extrañados de que hablase con una mujer, aunque ninguno le preguntó de qué discutían o por qué hablaba con ella Jn 4,27.
Jesús mantiene amistad humana, sostenida y profunda públicamente con algunas mujeres, judías, por supuesto; por ejemplo, con Marta y María (Lc 10,38-42; Jn 11,5.33; Jn 12,1-8).
Además, tiene discípulas; Después de esto fue caminando de pueblo en pueblo y de aldea en aldea proclamando la buena noticia del reino de Dios; lo acompañaban los Doce y algunas mujeres que él había curado de malos espíritus y enfermedades: María Magdalena, de la que había echado siete demonios; Juana, la mujer de Cusa, administrador de Herodes: Susana, y otras muchas que le ayudaban con sus bienes Lc 8,1-3.
Para las primeras comunidades, el auténtico discípulo cristiano es el que escucha y cumple la palabra de Jesús, por los textos en los que encontramos esta afirmación, dicha nada menos que en relación a su madre: Todavía estaba hablando a la gente, cuando su madre y sus hermanos se presentaron fuera, tratando de hablar con él. Uno se lo avisó: Oye, tu madre y tus hermanos están fuera y quieren hablar contigo. Pero él contestó al que le avisaba: ¿Quién es mi madre y quiénes mis hermanos? y señalando con la mano a sus discípulos, dijo: Aquí están mi madre y mis hermanos: porque cualquiera que pone por obra el designio de mi Padre del cielo, ése es hermano mío y hermana y madre Mt. 12,46-50.
Según Jesús, el círculo de discípulos que lo rodean son su verdadera familia.
En el grupo de mujeres que siguen a Jesús hay a quien "había curado de malos espíritus"; significa que eran sospechosas de estar dominadas por fuerzas del mal, entre ellas María Magdalena "de la que había echado siete demonios". También había mujeres casadas, como Juana, esposa de un hombre público importante, que también a su vez seguía a Jesús, había quienes lo ayudaban con sus bienes, lo que significa que tendrían cierta libertad y autonomía económica, cosa que solo podía darse en caso de que aquella mujer fuese viuda.
Se concluye que a Jesús lo acompañaban solteras de no muy buena fama, viudas y casadas, mujeres tan entusiastas que abandonaban casa y familia para seguirlo, algo inaudito para entonces, poco edificante y hasta peligroso, pues era contra las "buenas costumbres" de aquel tiempo.
Estas mujeres, galileas en su mayoría, discípulas de Jesús, son representadas en lo evangelios como las únicas que fieles a Él, permanecieron en Jerusalén durante su ejecución y entierro, arriesgando su seguridad y su vida. Cuando Jesús agonizaba en la cruz: Había también unas mujeres mirando desde lejos, entre ellas María Magdalena, María, la madre de Santiago el Menor y de José, y Salomé, que cuando él estaba en Galilea lo seguían y lo atendían; y además otras muchas que habían subido con él a Jerusalén Mc. 15,40-41.
Las mujeres son presentadas como las verdaderas discípulas de Jesús que han abandonado todo y lo han seguido en el camino incluso en su amargo final en la cruz, mientras que los varones, seguidores de él, lo abandonaron y dejaron solo.

#### Otros casos de Jesús y las mujeres
Los evangelios de Marcos y Mateo nos cuentan que una mujer es la vocera de la apertura a los paganos: Se marchó de allí y fue a la región de Tiro. Entró en una casa, no queriendo que nadie lo supiera, pero no pudo pasar inadvertido. Una mujer, que tenía una niña poseída por un espíritu impuro, se enteró, fue enseguida a buscarlo y se le echó a los pies. La mujer era pagana, una siria de Fenicia, y le rogaba que echara al demonio de su hija: Él le dijo: Deja que coman primero los hijos. No está bien quitarle el pan a los hijos para echárselo a los perritos. Le replicó ella: Cierto Señor, pero también los perritos, debajo de la mesa, comen las migajas que tiran los niños. Él le contestó: Anda, vete, que por eso que has dicho el demonio ha salido de tu hija. Al llegar a su casa, se encontró a la niña echada en la cama; el demonio se había marchado Mc 7,24-30.
Aquí se muestra nada menos que una mujer pagana que retomando la imagen de los "perritos debajo de la mesa", aprovecha contra Jesús de su misericordia, no solo para los judíos, sino también para los paganos, hombres y mujeres.
Respecto al matrimonio, las decisiones que toma Jesús al respecto, representan una novedad sin precedentes, que va contra las estructuras patriarcales judías del matrimonio.
Jesús rechaza el matrimonio patriarcal, (Mc. 10,6-9), se observa en ésta pregunta:
"¿Le está permitido a un hombre despedir a su mujer?, presupone el matrimonio patriarcal judío que permite sólo al hombre repudiar a su mujer. El divorcio permitido por Moisés, les explica Jesús, no es más que una consecuencia de la mentalidad y la actitud patriarcal, Dios entrega a la mujer al poder del hombre para construir su casa y línea familiar. Es el hombre el que "dejará a su padre y a su madre" (cortará los lazos con su propia familia patriarcal) se unirá a su mujer y serán los dos un solo ser" (es la asociación igualitaria de hombre y mujer en el matrimonio, y esto porque Dios los ha creado iguales). "Luego lo que Dios ha unido, un hombre no lo separe".
Jesús se arriesga en defensa de la mujer, Un fariseo lo invitó a comer con él. Jesús entró en casa del fariseo y se recostó a la mesa. En esto una mujer, conocida como pecadora en la ciudad, al enterarse que comía en casa del fariseo, llegó con un frasco de perfume; se colocó detrás de él junto a sus pies llorando y empezó a regarle los pies con sus lágrimas; se los secaba con el pelo, los cubría de besos y se los ungía con el perfume. Al ver esto, el fariseo que lo había invitado dijo para sí mismo: Este, si fuera profeta, sabría quien es y que clase de mujer la que lo está tocando: una pecadora.
Jesús tomó la palabra y le dijo: Simón, tengo algo que decirte: Él le respondió: dímelo Maestro. Un prestamista tenía dos deudores: uno le debía quinientas monedas y el otro cincuenta, como no tenían con qué pagar, se los perdonó a los dos. ¿Cual de los dos le estará más agradecido?, Simón le contestó: supongo que aquel a quien le perdonó más. Jesús dijo: has acertado. Lc. 7,36-48.
En público Jesús perdona a la pecadora arrepentida, dejándose besar, acariciar y ungir por ella. Esto era inconcebible y escandaloso para cualquier fariseo, y Jesús defiende a esa mujer, y la antepone, en su propia casa, al señor respetable y piadoso que lo había invitado a comer.
Escandalizados, los fariseos, acusarán siempre a Jesús de mezclarse con publicanos y pecadores: "Este acoge a los pecadores y come con ellos" Lc. 15,2. "¿Se puede saber por qué come su maestro con recaudadores y pecadores?", preguntarán los fariseos a los discípulos de Jesús Mt. 9,11. Y él se atreve a decir en público que "los publicanos y las prostitutas se dirigen en lugar de ustedes al reino de Dios" Mt. 21,31.
También defiende con riesgo de su propia vida a una mujer sorprendida en adulterio. Al amanecer se presentó de nuevo en el templo; acudió el pueblo en masa; se sentó y se puso a enseñarles. Letrados y fariseos le llevaron una mujer sorprendida en adulterio, la pusieron en medio y le preguntaron: Maestro, a esta mujer la han sorprendido en flagrante adulterio; la ley de Moisés nos manda apedrear a tales mujeres; ¿tú qué dices?. Le preguntaban esto con mala idea, para tener de qué acusarlo. Jesús se inclinó y se puso a hacer dibujos con el dedo en la tierra. Como insistían en la pregunta, se incorporó y les dijo: el que no tenga pecado, que tire la primera piedra Mt. 8,2-11.
Jesús reconoce que la mujer ha pecado, y pregunta donde están sus acusadores, pero él no la condena, al contrario le dice: "Vete y en adelante no peques más".
En los adulterios solo se ven implicadas las mujeres y no lo varones, quienes hacen justicia apedreándolas, Jesús la defiende y esa defensa la hace con riesgo de su propia vida, ya que, al hacerlo viola claramente un precepto legal.
En otro momento falta a la ley del sábado devolviéndole la salud a una mujer que llevaba 18 años enferma, y la defiende contra el jefe de la sinagoga: Un sábado enseñaba en la sinagoga. Había allí una mujer que desde hacía dieciocho años estaba enferma por causa de un espíritu y andaba encorvada, sin poderse enderezar del todo. Al verla, la llamó Jesús y le dijo: mujer, quedas libre de tu enfermedad, y le aplicó las manos. En el acto se puso derecha y empezó a alabar a Dios. Intervino el jefe de la sinagoga, indignado porque Jesús había curado en sábado, y le dijo a la gente: hay seis días de trabajo; vengan esos días a que los curen, y no los sábados. Pero el Señor, dirigiéndose a él, dijo: Hipócritas: cualquiera de ustedes ¿no desata del pesebre al buey o al burro, y lo lleva a abrevar aunque sea sábado? Y a ésta que es hija de Abraham, y que Satanás ató hace ya dieciocho años, ¿no había que soltarla de su cadena en sábado? Lc. 13,10-17.
En una oportunidad se muestra que Jesús prefiere la generosidad de la mujer pobre a la de los ricos y esto lo contrapone públicamente, es la generosidad sincera y total de una "pobre viuda", contra la hipocresía de los ricos. Alzando los ojos vio a los ricos que echaban sus donativos en la caja del templo; vio también a una viuda necesitada que echaba unos centavos, y dijo: esta viuda, que es pobre, ha echado como donativo más que nadie, se lo aseguro, porque todos esos han echado como donativo de lo que les sobra, mientras ella ha echado lo que le hace falta, todo lo que tenía para vivir Lc. 21,1-4.
Utiliza también a una viuda como modelo para la oración. Para explicarles que tenían que orar siempre y no desanimarse, les propuso esta parábola: En una ciudad había un juez que ni temía a Dios ni respetaba a hombre. En la misma ciudad había una viuda que iba a decirle: «Hazme justicia frente a mi adversario». Por bastante tiempo no quiso, pero después pensó: Yo no temo a Dios ni respeto hombre, pero esa viuda me está amargando la vida; le voy a hacer justicia para que no venga a reventarme sin parar Lc. 18,1-8.
Otros datos importantes e interesantes respecto de Jesús y la mujer, serían las resurrecciones que hace y es de tomar en cuenta, por amistad hacia las hermanas de Lázaro (Jn. 11,1-44), por compasión a la viuda de Naim que queda sola (Lc. 7,14), y también la hija de Jairo que se trata de una muchacha y además casadera. (Mc. 5,41; Lc. 8,54).